# 쿠스다 아이나
쿠스다 아이나(일본어: 楠田 亜衣奈 くすだ あいな[*], 1989년 2월 1일 - )는 단데라이온 소속인 일본의 여성 성우다.
치바 현 출신이며, 신장은 150cm이다. 혈액형은 A형.

## 약력
2005년에 요요기 애니메이션 학원에 들어가 성우를 지향했다. 동기로는 러브라이브!에서 같이 연기한 우치다 아야가 있다.
2010년에 러브라이브!의 토죠 노조미 役으로 성우 데뷔를 하게 된다. 그 이전에는 아키하바라의 메이드 카페 "Cafe la vie en rose"에서 아르바이트를 했다.
2013년에 러브라이브!에서 같이 연기한 니시키노 마키 役의 Pile와 "Please & Secret"을 결성했다. 같은 해, 와타나베 유이, 야마구치 리카코, 니시모리 리카, 스미 마미와 "타비카레 걸즈"를 결성했다. 같은 해 11월 6일에 CD 데뷔.
2015년, 제 9회 성우 어워드에서, μ's의 일원으로써 가창상을 수상했다.
2015년 5월 9일, 이벤트 "쿠스 쿠스 쿳승 씨 쿳승 축제"에서 솔로 데뷔에 관한 것을 발표했다. 10월 릴리스 예정. 9월 7일에 자신의 공식 웹사이트를 개설했다.

## 인물
중학교 때, 카미야 아키라의 강연을 보고 그 엄청남에 압도되어 자신이 성우가 되는 것은 무리라고 느낀다. 그러나 고등학교 진학 후, 타케우치 쥰코 무대 등을 보러 가면서, 무리라도 열심히 해서 다시 성우를 꿈을 갖게 되어 현재에 이르게 된다.
축구 경기 관람을 좋아하며, 우치다 아츠토(FC 샬케 04)가 가장 마음에 드는 선수지만, 차별 없이 축구 관련 인물을 응원하는 타입이다. J리그에서는 같은 치바 현 출신인 토쿠이 소라와 함께 제프 치바의 서포터이다.
갑각류 알레르기로 게나 새우를 먹을 수 없다. 입에 맞지 않는 것은 아니기 때문에 가끔 도전하고는 알레르기 반응에 시달리고 있다. 그 대신에 새우 전병 같은 것은 먹을 수 있다.
댄스에 소질이 있어서, 5살 때부터 재즈, 힙합, 탭, 클래식 발레 같은 춤을 두루 배웠다.
자동차 운전 면허를 소유하고 있다. 자가용도 소지하고 있고, 난죠 요시노, 닛타 에미, Pile, 토쿠이 소라를 태우고 드라이브 여행을 한 경험이 있다.

## 출연 작품
※두꺼운 글자는 메인 캐릭터

### TV 애니메이션
2011년
- 이누마루다싯 (유치원생)
- 돌아가는 펭귄드럼 (어른, 아이)

2012년
- GON -곤- (개구리)

2013년
- 푸른 강철의 아르페지오 -알즈 노바- (학생B)
- 노래의☆왕자님♪ 진심 LOVE 2000% (아이)
- 카니발 (간호사)
- 러브라이브! (토죠 노조미)
- レ레고 프렌즈 ~친구들 반짝반짝! 이야기~ (사샤, 여성 점원)

2014년
- 오자루마루 (자전거)
- 걸 프렌드 (베타) (미나구치 에리)
- 하마토라
- 평범한 여학생이 지역 아이돌을 해봤다.
- 프리파라 (사다코)
- 괴짜가족 (스즈키 후구오, 오오사와키 유우타, 노무라 사치코)
- 러브라이브! 2nd Season (토죠 노조미)
- Re:␣ 하마토라 (여고생A, 여자 아나운서, 아이A, 프리맘A)

2015년
- GATE - 자위대. 그의 땅에서, 이처럼 싸우며 (데릴라)
- 뉴루뉴루! KAKUSEN 군 2기 (뉴루링)
- 밀리언 돌 (스우코)

### 극장 애니메이션
2013년
- 성☆오빠

2015년
- 러브라이브! The School Idol Movie (토죠 노조미)

## 음반 목록

### 앨범
| 발매일   | 타이틀              | 보충           |
| 2015年   | 2015年              | 2015年         |
| -------- | ------------------- | -------------- |
| 10월 7일 | First Sweet Wave    | 데뷔 미니 앨범 |
| 5월 4일  | Next Brilliant Wave | 2nd 앨범       |

### 유닛
| 발매일    | 타이틀                                            | 유닛명        | 제휴   |
| 2013年    | 2013年                                            | 2013年        | 2013年 |
| --------- | ------------------------------------------------- | ------------- | ------ |
| 9월 18일  | O.P.E.N FANTASY                                   | Please&Secret | -      |
| 11월 4일  | 너에게 전해져라 Wonderful JAPAN!/Romantic Journey | 타비카레 걸즈 | -      |
| 2014年    |                                                   |               |        |
| 4월 16일  | 너의 마음에…                                      | Please&Secret | -      |
| 12월 10일 | 내일로 피는 꽃                                    | Please&Secret | -      |

### 참가 작품
| 발매일    | 타이틀                                                             | 명의 | 음악                                                 | 제휴                                             |
| 2010年    | 2010年                                                             | 2010年 | 2010年                                               | 2010年                                           |
| --------- | ------------------------------------------------------------------ | --- | ---------------------------------------------------- | ------------------------------------------------ |
| 8월 13일  | 우리들의 LIVE 너와의 LIFE                                          | 러브라이브! | 우리들의 LIVE 너와의 LIFE                            | 『러브라이브!』캐릭터송                          |
| 8월 13일  | 우리들의 LIVE 너와의 LIFE                                          | 러브라이브! | 우정 NO CHANGE                                       | 『러브라이브!』캐릭터송                          |
| 12월 22일 | Snow halation                                                      | μ's | Snow halation                                        | 『러브라이브!』캐릭터송                          |
| 12월 22일 | Snow halation                                                      | μ's | baby maybe 사랑의 버튼                               | 『러브라이브!』캐릭터송                          |
| 2011年    |                                                                    | |                                                      |                                                  |
| 5월 25일  | 모르겠어 Love＊가르쳐 줘 Love                                      | lily white | 모르겠어 Love＊가르쳐 줘 Love                        | 『러브라이브!』캐릭터송                          |
| 5월 25일  | 모르겠어 Love＊가르쳐 줘 Love                                      | lily white | 있.잖.아.힘.을.내!                                   | 『러브라이브!』캐릭터송                          |
| 8월 24일  | 여름빛 미소로 1,2,Jump!                                            | μ's | 여름빛 미소로 1,2,Jump!                              | 『러브라이브!』캐릭터송                          |
| 8월 24일  | 여름빛 미소로 1,2,Jump!                                            | μ's | Mermaid festa vol.1                                  | 『러브라이브!』캐릭터송                          |
| 2012年    |                                                                    | |                                                      |                                                  |
| 2월 15일  | 꼬옥 껴안고 ＂love＂로 접근 중                                     | μ's | 꼬옥 껴안고 ＂love＂로 접근 중                       | 『러브라이브!』캐릭터송                          |
| 2월 15일  | 꼬옥 껴안고 ＂love＂로 접근 중                                     | μ's | 사랑해, 만세~!                                       | 『러브라이브!』캐릭터송                          |
| 5월 23일  | 소녀식 연애 학원                                                   | 야자와 니코 (토쿠이 소라), 토죠 노조미 (쿠스다 아이나) | 소녀식 연애 학원                                     | 『러브라이브!』캐릭터송                          |
| 5월 23일  | 소녀식 연애 학원                                                   | 토죠 노조미 (쿠스다 아이나) | 순애 렌즈                                            | 『러브라이브!』캐릭터송                          |
| 9월 5일   | Wonderful Rush                                                     | μ's | Wonderful Rush                                       | 『러브라이브!』캐릭터송                          |
| 9월 5일   | Wonderful Rush                                                     | μ's | Oh, Love & Peace!                                    | 『러브라이브!』캐릭터송                          |
| 2013年    |                                                                    | |                                                      |                                                  |
| 1월 23일  | 우리들은 지금 속에서                                               | μ's | 우리들은 지금 속에서                                 | TV 애니메이션 『러브라이브!』캐릭터송            |
| 1월 23일  | 우리들은 지금 속에서                                               | μ's | WILD STARS                                           | TV 애니메이션 『러브라이브!』캐릭터송            |
| 2월 6일   | 분명 청춘이 들려올 거야                                            | μ's | 분명 청춘이 들려올 거야                              | TV 애니메이션 『러브라이브!』캐릭터송            |
| 2월 6일   | 분명 청춘이 들려올 거야                                            | μ's | 카구야의 성에서 춤추고 싶어                          | TV 애니메이션 『러브라이브!』캐릭터송            |
| 3월 6일   | 앞으로 다가올 Someday／Wonder zone                                 | μ's | Wonder zone                                          | TV 애니메이션 『러브라이브!』제 9화 삽입곡       |
| 4월 3일   | No brand girls／START:DASH!!                                       | μ's | No brand girls                                       | TV 애니메이션 『러브라이브!』제 11화 삽입곡      |
| 4월 3일   | No brand girls／START:DASH!!                                       | μ's | START:DASH!!                                         | TV 애니메이션 『러브라이브!』제 13화 삽입곡      |
| 4월 24일  | 신님과 운명혁명의 패러독스 캐릭터송 앨범 천사들의 복음 ~feat.μ’s   | μ's | 혁명이죠？ 신님!                                     | 신님과 운명혁명의 패러독스 캐릭터송              |
| 4월 24일  | 신님과 운명혁명의 패러독스 캐릭터송 앨범 천사들의 복음 ~feat.μ’s   | 토죠 노조미 (쿠스다 아이나) | I'll smile for yours                                 | 신님과 운명혁명의 패러독스 캐릭터송              |
| 6월 26일  | 미열에서 Mystery                                                   | lily white | 미열에서 Mystery                                     | 『러브라이브!』캐릭터송                          |
| 6월 26일  | 미열에서 Mystery                                                   | lily white | 너 주제에!                                           | 『러브라이브!』캐릭터송                          |
| 8월 28일  | μ's 오리지널 송 CD 6                                               | 아야세 에리 (난죠 요시노)・토죠 노조미 (쿠스다 아이나) | 유리의 화원                                          | TV 애니메이션 『러브라이브!』캐릭터송            |
| 9월 18일  | O.P.E.N FANTASY                                                    | Please&Secret | O.P.E.N FANTASY                                      | 대만 7-ELEVEN 캐릭터송                           |
| 9월 18일  | O.P.E.N FANTASY                                                    | Please&Secret | 미래는…Love&Peace                                    | 대만 7-ELEVEN 캐릭터송                           |
| 9월 25일  | μ's 오리지널 송 CD 7                                               | μ's | LONELIEST BABY                                       | TV 애니메이션 『러브라이브!』캐릭터송            |
| 11월 27일 | Music S.T.A.R.T!!                                                  | μ's | Music S.T.A.R.T!!                                    | 『러브라이브!』캐릭터송                          |
| 11월 27일 | Music S.T.A.R.T!!                                                  | μ's | LOVELESS WORLD                                       | 『러브라이브!』캐릭터송                          |
| 2014年    |                                                                    | |                                                      |                                                  |
| 1월 29일  | 보물들/Paradise Live                                               | μ's | 보물들                                               | 『러브라이브!』캐릭터송                          |
| 1월 29일  | 보물들/Paradise Live                                               | μ's | Paradise Live                                        | 『러브라이브!』캐릭터송                          |
| 1월 29일  | 오토노키자카 학원 체험 입학 세트 부록 프리미얼 티켓 특전 CD        | μ's | ENDLESS PARADE                                       | 『러브라이브!』캐릭터송                          |
| 4월 16일  | 너의 마음에…                                                       | Please&Secret | 너의 마음에…                                         | 대만 7-ELEVEN 캐릭터송                           |
| 4월 16일  | 너의 마음에…                                                       | Please&Secret | 사랑하는 혹성                                        | 대만 7-ELEVEN 캐릭터송                           |
| 4월 23일  | 그것은 우리들의 기적                                               | μ's | 그것은 우리들의 기적                                 | TV 애니메이션 『러브라이브!』제 2기 오프닝 테마  |
| 4월 23일  | 그것은 우리들의 기적                                               | μ's | 그치만 그치만 아아 무정                              | 『러브라이브!』캐릭터송                          |
| 5월 8일   | 어느 때라도 계속                                                   | μ's | 어느 때라도 계속                                     | TV 애니메이션 『러브라이브!』제 2기 엔딩 테마    |
| 5월 8일   | 어느 때라도 계속                                                   | μ's | COLORFUL VOICE                                       | 『러브라이브!』캐릭터송                          |
| 5월 28일  | 꿈의 문                                                            | μ's | 꿈의 문                                              | TV 애니메이션 『러브라이브!』제 2기 3화 삽입곡   |
| 5월 28일  | 꿈의 문                                                            | μ's | SENTIMENTAL StepS                                    | 『러브라이브!』캐릭터송                          |
| 6월 11일  | Love wing bell/Dancing stars on me!                                | 호시조라 린 (이이다 리호), 니시키노 마키 (Pile), 코이즈미 하나요 (쿠보 유리카), 아야세 에리 (난죠 요시노), 토죠 노조미 (쿠스다 아이나), 야자와 니코 (토쿠이 소라) | Love wing bell                                       | TV 애니메이션 『러브라이브!』제 2기 5화 삽입곡   |
| 6월 11일  | Love wing bell/Dancing stars on me!                                | μ's | Dancing stars on me!                                 | TV 애니메이션 『러브라이브!』제 2기 6화 삽입곡   |
| 7월 9일   | KiRa-KiRa Sensation!/Happy maker!                                  | μ's | KiRa-KiRa Sensation!                                 | TV 애니메이션 『러브라이브!』제 2기 12화 삽입곡  |
| 7월 9일   | KiRa-KiRa Sensation!/Happy maker!                                  | μ's | Happy maker!                                         | TV 애니메이션 『러브라이브!』제 2기 13화 삽입곡  |
| 8월 27일  | Heart of Magic Garden2                                             | μ's | Snow halation                                        | 『러브라이브!』캐릭터송                          |
| 9월 18일  | TV 애니메이션『러브라이브!』제 2기 Blu-ray 제 7권 특전 CD          | 토죠 노조미 (쿠스다 아이나) | 만약으로부터 분명                                    | 『러브라이브!』제 2기 캐릭터송                   |
| 10월 1일  | Shangri-La Shower                                                  | μ's | Shangri-La Shower                                    | 게임『러브라이브! School idol paradise』주제가   |
| 10월 1일  | Shangri-La Shower                                                  | μ's | 좋아하고 있어                                        |                                                  |
| 11월 26일 | 가을의 당신의 하늘 저 멀리                                         | lily white | 가을의 당신의 하늘 저 멀리                           | 게임『러브라이브! 스쿨 아이돌 페스티벌』캐릭터송 |
| 11월 26일 | 가을의 당신의 하늘 저 멀리                                         | lily white | 두 사람 해피니스                                     | 게임『러브라이브! 스쿨 아이돌 페스티벌』캐릭터송 |
| 12월 10일 | 내일로 피는 꽃                                                     | Please&Secret | 내일로 피는 꽃                                       | 대만 7-ELEVEN 캐릭터송                           |
| 12월 10일 | 내일로 피는 꽃                                                     | Please&Secret | BEST FRIENDS                                         | 대만 7-ELEVEN 캐릭터송                           |
| 12월 25일 | TV 애니메이션『러브라이브!』제 2기 Blu-ray 제 7권 특전 CD          | μ's | 그리고 최후의 페이지에는                             | 『러브라이브!』캐릭터송                          |
| 12월 25일 | TV 애니메이션『러브라이브!』(2기) 소프맵 전권 구입 특전 CD         | lily white | 같은 별이 보고 싶어                                  | 『러브라이브!』캐릭터송                          |
| 2015年    |                                                                    | |                                                      |                                                  |
| 1월 14일  | μ's Go→Go!LoveLive!2015 〜Dream Sensation!〜 프리미엄 티켓 특전 CD | μ's | Dreamin' Go! Go!!                                    | 『러브라이브!』캐릭터송                          |
| 4월 22일  | 내게는 μ'sic뿐                                                     | μ's | 「내게는 μ'sic뿐」 「Super LOVE=Super LIVE!」        |                                                  |
| 5월 20일  | 시작은 옆 자리였어요                                               | 뉴루즈 | 「시작은 옆 자리였어요」 「전력으로 아이돌입니다!!」 | TV 애니메이션『뉴루뉴루!! KAKUSEN 군 2기』주제가 |
| 6월 17일  | VOCALIZE / twin cherry                                             | 텐쇼 & 츠쿠요 | 「VOCALIZE」 「twin cherry」                         | PC 온라인 게임『블레이드 클로니클』캐릭터송      |
| 9월 23일  | 빛나는 바다의 한가운데서                                           | 스우코 | 「빛나는 바다의 한가운데서」                         | TV 애니메이션『밀리언 돌』삽입곡                 |

### 특전 CD
- 러브라이브!  (토죠 노조미)
  - 유리의 화원 (Blu-ray 제 6권 초회 한정판 특전 캐릭터 송)
  - LONELIEST BABY (Blu-ray 제 7권 초회 한정판 특전 캐릭터 송)
  - 만약으로부터 분명 (Blu-ray 제 5권 초회 한정판 특전 캐릭터 송)

## 서적

### 사진집
- Pile&AINA 1st 사진집 girl meets girl (메디아 보이 MOOK) (2014년 2월 14일, 메디아 보이) ISBN 978-4863881655
- 쿠스다 아이나 퍼스트 솔로 사진집 쿠스 쿠스 쿳승 (포니캰 BOOKS) (2015년 1월 21일, 포니캐년) ISBN 978-4865291186